# Olympische Sommerspiele 1972/Teilnehmer (Trinidad und Tobago)
| Gelbes Symbol für Goldmedaillen mit stilisierten Olympischen Ringen | Graues Symbol für Silbermedaillen mit stilisierten Olympischen Ringen | Braundes Symbol für Bronzemedaillen mit stilisierten Olympischen Ringen |
| ------------------------------------------------------------------- | --------------------------------------------------------------------- | ----------------------------------------------------------------------- |
| —                                                                   | —                                                                     | —                                                                       |

Trinidad und Tobago nahm an den Olympischen Sommerspielen 1972 in München mit einer Delegation von 19 Sportlern (18 Männer und eine Frau) teil.

## Teilnehmer nach Sportarten

### Leichtathletik
- Hasely Crawford
100 Meter: DNF im Finale

- Ainsley Armstrong
100 Meter: Viertelfinale
200 Meter: Halbfinale

- Rudy Reid
100 Meter: Vorläufe

- Edwin Roberts
200 Meter: Viertelfinale
4 × 400 Meter: 8. Platz

- Trevor James
200 Meter: Viertelfinale
4 × 400 Meter: 8. Platz

- Charles Joseph
400 Meter: Viertelfinale
4 × 400 Meter: 8. Platz

- Arthur Cooper
400 Meter: Viertelfinale
4 × 400 Meter: 8. Platz

- Lennox Stewart
800 Meter: Vorläufe

- Pat Marshall
4 × 400 Meter: 8. Platz

- Laura Pierre
Frauen, 200 Meter: Viertelfinale

### Radsport
- Patrick Gellineau
Straßenrennen, Einzel: DNF
100 Kilometer Mannschaftszeitfahren: 29. Platz
4000 Meter Mannschaftsverfolgung: 20. Platz in der Qualifikation

- Clive Saney
Straßenrennen, Einzel: DNF
100 Kilometer Mannschaftszeitfahren: 29. Platz
4000 Meter Mannschaftsverfolgung: 20. Platz in der Qualifikation

- Anthony Sellier
Straßenrennen, Einzel: DNF
100 Kilometer Mannschaftszeitfahren: 29. Platz
4000 Meter Mannschaftsverfolgung: 20. Platz in der Qualifikation

- Vernon Stauble
Straßenrennen, Einzel: DNF
100 Kilometer Mannschaftszeitfahren: 29. Platz
4000 Meter Einzelverfolgung: 23. Platz in der Qualifikation
4000 Meter Mannschaftsverfolgung: 20. Platz in der Qualifikation

- Leslie King
Sprint: 6. Runde
1000 Meter Zeitfahren: 19. Platz

- Winston Attong
Sprint: 2. Runde

### Schwimmen
- Geoffrey Ferreira
100 Meter Freistil: Vorläufe
100 Meter Schmetterling: Halbfinale
200 Meter Schmetterling: Vorläufe

### Segeln
- David Farfan
Flying Dutchman: 28. Platz

- Richard Bennett
Flying Dutchman: 28. Platz